# William D. Jelks
William Dorsey Jelks (7 de Novembro de 1855 – 13 de Dezembro de 1931) foi um editor de jornal, publicador e político americano que exerceu como o 32° Governador do Alabama de 1901 até 1907. Como Vice-Governador do Alabama, também exerceu como governador interino entre os dias 1° até 26 de Dezembro de 1900 quando o governador William J. Samford buscou tratamento médico fora do estado.

## Primeiros anos e educação
Jelks, natural do Alabama, se formou na Mercer University em 1876, onde era membro do Chi Phi. Em 1879, Jelks adquiriu uma participação substancial no Union Springs Herald. Mais tarde, comprou e se tornou editor do The Eufaula Daily Times. Durante o tempo que morou em Eufaula, Alabama, Jelks exerceu no conselho e como superintendente de educação das escolas da cidade.
Como editor do jornal, Jelks pediu que os Negros fossem deportados do estado e elogiou os linchamentos.

## Carreira política
Eleito para o Senado do Alabama pelo Condado de Barbour, Alabama, em 1898, Jelks exerceu como presidente do Comitê de Constituição, Revisão Constitucional e Emenda. Em 1900, foi eleito Presidente do Senado. O Alabama não possuía um cargo de vice-governador na Constituição do Estado de 1875; portanto, Jelks, em virtude de sua posição como Presidente do Senado, exerceu como governador interino durante a incapacidade temporária de William J. Samford, do dia 1° até 26 de Dezembro de 1900, e conseguiu o cargo no dia 11 de Junho de 1901 após a morte de Samford.
Como governador, Jelks desempenhou ativamente na garantia da ratificação da Constituição do Estado de 1901. A nova constituição restabeleceu o cargo de vice-governador e estabeleceu o mandato do governador em quatro anos. Desenvolvido de acordo com o modelo do Mississippi, estabeleceu requisitos para o registro de eleitores que efetivamente privaram a maioria dos negros e dezenas de milhares de brancos pobres. Os negros foram marginalizados por mais de 60 anos, até após a aprovação em meados da década de 1960 da legislação federal de direitos civis. Eleito para seu primeiro mandato completo em 1902, Jelks foi o primeiro governador do Alabama eleito a exercer um mandato de quatro anos.
Jelks também foi responsável pela aprovação de uma legislação que limitava e regulamentava o trabalho infantil, a criação da Comissão Estadual de Livros Didáticos, as reformas da Comissão Ferroviária Estadual e o sistema de concessão de condenados, a renovação e expansão do Capitólio do Estado e a criação do Condado de Houston.
Jelks defendia fortemente a supremacia branca e desempenhou um papel fundamental na adoção de normas constitucionais que privavam os negros e brancos pobres, após breves ganhos políticos do Partido Populista. Apoiou os linchamentos, afirmando que o linchamento de homens negros acusados de estupro era justificável. Brevemente durante seu governo se opôs ao linchamento, preferindo o processo judicial. Jelks se opôs à educação dos negros, acreditando que os tiravam de seus "trabalhos no campo" e levavam à preguiça, à vadiagem e ao crime. Em pelo menos uma ocasião em 1902, perdoou membros de linchadores condenados por assassinato. Em uma reportagem de jornal de 1905, defendeu o assassinato de um negro acusado de estupro.
Quando Jelks deixou o cargo em 1907, havia exercido mais do que qualquer governador antes dele. Deixou um saldo de caixa no tesouro de 1,8 milhões de dólares, que recomendou que fosse gasto em educação. Mais tarde, organizou a Protective Life Insurance Company em Birmingham, Alabama e exerceu como o primeiro presidente. Foi um delegado da Convenção Democrata de 1912 em Baltimore, Maryland, que nomeou Woodrow Wilson para a presidência.
Jelks morreu no dia 13 de Dezembro de 1931.